# Marcus Mettius Rufus
Marcus Mettius Rufus est un haut chevalier romain, préfet d'Égypte entre 89 et 91-92 puis peut-être éphémère préfet du prétoire en 92 pendant le règne de Domitien.

## Biographie
Il est originaire de Narbonnaise, à Arles où il est né.
Il est préfet de l'annone, peut-être en Afrique, pendant le règne de Domitien. Mettius Rufus devient préfet d'Égypte entre 89 et 91-92. Il y succède Caius Septimius Vegetus et Titus Petronius Secundus est son probable successeur. Il est parfois donné comme un éphémère préfet du prétoire autour de 92 aux côtés de Casperius Aelianus.
Il a peut-être deux fils qui accèdent à la fonction sénatoriale : Caius Trebonius Proculus Mettius Modestus, consul suffect en 103 puis proconsul d'Asie, et Marcus Mettius Rufus qui devient préteur, proconsul d'Achaïe, curateur de la voie Aurélienne et gouverneur d'une province. Marcus Iunius Mettius Rufus, un des consuls suffects de 128, est probablement rattaché à cette famille.

Selon la légende il créa les "paraiges" (Paraige — Wikipédia (wikipedia.org)) dans la ville qui porta son nom "Mettismatrique" qui deviendra plus tard connu sous le nom de la ville de "Metz"